# Alejandro García Fontcuberta
Alejandro García Fontcuberta (Calaceite, 10 agosto 1869 – Haiphong, 14 febbraio 1933) è stato un vescovo cattolico e missionario spagnolo.

## Biografia
Alejandro García Fontcuberta nacque il 10 agosto 1869 a Calaceite, in Aragona.
Dopo aver terminato gli studi al seminario di Tortosa fu ordinato prete il 22 maggio 1894, entrando nei domenicani presso il convento di San Domenico di Ocaña per le missioni in Asia. Fu inviato in Vietnam nel 1899.
Nel 1926 fu nominato padre provinciale dei domenicani della provincia del Santissimo Rosario di Manila.
Il 31 maggio 1930 papa Pio XI lo nominò vicario apostolico di Hải Phòng. Il 3 luglio seguente gli venne assegnata la sede titolare di Antedone.
Ricevette l'ordinazione episcopale il 2 novembre successivo per imposizione delle mani dell'arcivescovo Victor Colomban Dreyer.
Resse il vicariato per poco meno di tre anni; morì improvvisamente ad Haiphong il 14 febbraio 1933 all'età di 63 anni.

## Genealogia episcopale
La genealogia episcopale è:
- Cardinale Scipione Rebiba
- Cardinale Giulio Antonio Santori
- Cardinale Girolamo Bernerio, O.P.
- Arcivescovo Galeazzo Sanvitale
- Cardinale Ludovico Ludovisi
- Cardinale Luigi Caetani
- Cardinale Ulderico Carpegna
- Cardinale Paluzzo Paluzzi Altieri degli Albertoni
- Papa Benedetto XIII
- Papa Benedetto XIV
- Papa Clemente XIII
- Cardinale Marcantonio Colonna
- Cardinale Giacinto Sigismondo Gerdil, B.
- Cardinale Giulio Maria della Somaglia
- Cardinale Carlo Odescalchi, S.I.
- Vescovo Eugène de Mazenod, O.M.I.
- Cardinale Joseph Hippolyte Guibert, O.M.I.
- Cardinale François-Marie-Benjamin Richard de la Vergne
- Vescovo Marie-Prosper-Adolphe de Bonfils
- Cardinale Louis-Ernest Dubois
- Arcivescovo Victor Colomban Dreyer, O.F.M.
- Vescovo Alejandro García Fontcuberta, O.P.